# Group of pictures
En codificación de vídeo, un grupo de imágenes, o estructura GOP, especifica el orden en el que las imágenes tipo intra e inter son ordenadas.
El GOP es la unidad de acceso aleatorio, que se utiliza para declarar si las primeras imágenes tipo B después de unas de tipo I pueden ser decodificadas correctamente en caso de un acceso aleatorio.
Es un grupo de imágenes sucesivas dentro de un stream codificado de vídeo. Cada stream de vídeo codificado consiste en sucesivos GOP, y es desde las imágenes que contienen estos GOP desde donde se generan las imágenes visibles.
Un GOP puede contener los distintos tipos de imágenes:
- Imagen tipo I (codificación intra) - Es una imagen de referencia que representa una imagen fija que es independiente de los otros tipos de imágenes. Cada GOP empieza por una imagen de este tipo.
- Imagen tipo P (codificación mediante predicción) - Contiene información de la compensación de movimiento de la imagen precedente, ya sea de tipo P o I.
- Imagen tipo B (codificación mediante predicción bidireccional) - Contiene diferente información de la imagen precedente y la siguiente, ya sean tipo I o P, dentro del mismo GOP.
- En MPEG-1, hay un cuarto tipo, las imágenes DC, que contienen información de baja frecuencia. Estos fueron creados con el fin de ser usados para modos rápidos de búsqueda.

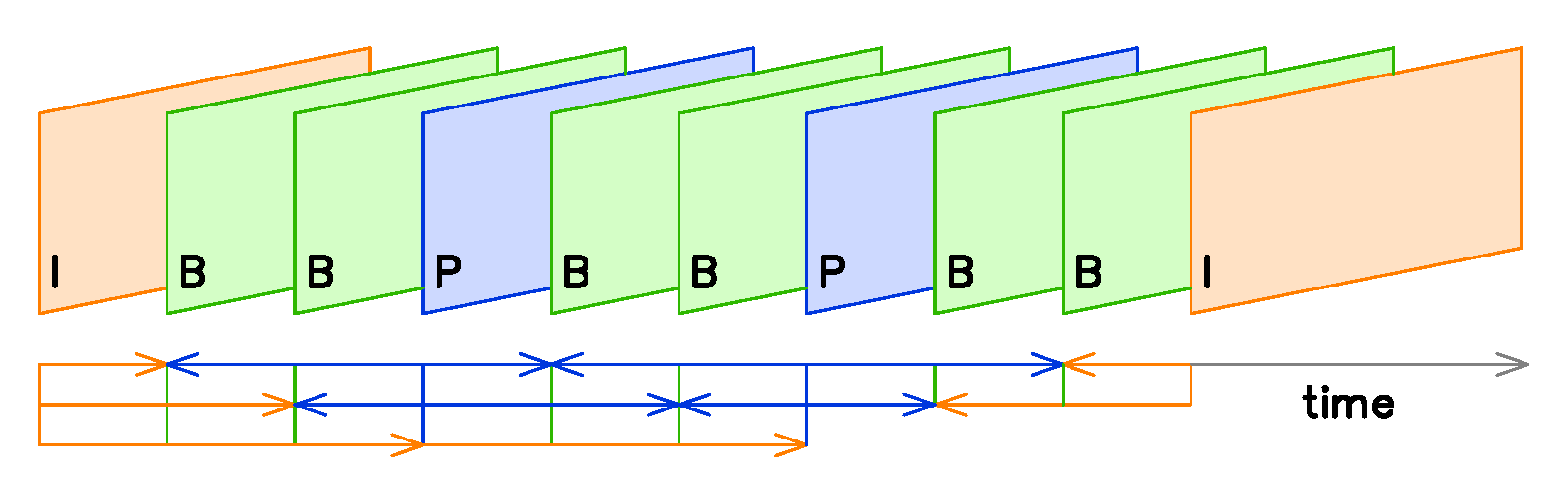
Secuencia de imágenes. Los vectores inferiores indican las referencias predictivas que hay entre ellas. Se ha escogido una ordenación IBBPBBPBBI a modo de ejemplo, ya que permite establecer lazos de predicción bastante usuales.

Un GOP siempre empieza con una imagen tipo I. A continuación, le siguen varias imágenes tipo P, en cada caso, con varias imágenes de distancia. Finalmente, los huecos restantes son ocupados por las imágenes de tipo B.
Las imágenes tipo I contiene la imagen entera, y no requieren ninguna información adicional para reconstruirla. Por lo tanto, los errores que pueda haber dentro de una estructura GOP serán corregidos por la siguiente imagen tipo I. Las imágenes tipo B solo propagaran error en el estándar H.264, en el que las imágenes tipo B pueden ser referenciadas por otras imágenes con el objetivo de lograr una mayor eficiencia de compresión.
Cuantas más imágenes tipo I haya en un stream de vídeo, más fácil será su edición, pero en contraposición este stream ocupará más tamaño. Para ahorrar ancho de banda y espacio en el disco, los vídeos preparados para su difusión en Internet, solo tienen una imagen tipo I por GOP.
La estructura GOP suele estar referenciada por dos números, por ejemplo, M=3, N=12. El primero de ellos nos dice la distancia que hay entre dos imágenes tipo I o P. El segundo nos dice la distancia que hay entre dos imágenes enteras, es decir, entre dos imágenes tipo I: es la longitud del GOP. Siguiendo con el ejemplo, la estructura que le correspondería sería: IBBPBBPBBPBB. En lugar del parámetro M también se puede dar el número de imágenes tipo B que hay entre dos imágenes tipo I o P.
- Datos: Q860741